# J. Fink Mediengruppe
J. Fink (Eigenschreibweise: J.Fink) war eine 1875 gegründete Druckerei und Verlagsgruppe mit Sitz in Ostfildern-Kemnat. Zur Gruppe J. Fink gehörten die Druckereien J. Fink (Rollenoffset), die Dr. Cantz’sche Druckerei (Bogenoffset) sowie der Hatje Cantz Verlag. Am 8. Februar 2011 stellte die J. Fink Mediengruppe mit ihren Tochterfirmen Insolvenzanträge.

## Geschichte
1875 gründete Johann Jacob Fink die Buchdruckerei J. Fink in Stuttgart. 1889 wurde Jacob Fink zum „Hofbuchdrucker“ ernannt. 1894 begann die verlegerische Tätigkeit. 1934 nahm Pauline Fink nach zehnjähriger Mitarbeit in der Firma ihren Neffen Rolf Helmut Fausel als Teilhaber auf. Bei einem Luftangriff wurde das Unternehmen 1944 zerstört. 1949 begannen der Wiederaufbau von Druckerei und Verlag durch Pauline Fink und ihrem Neffen Rolf Helmut Fausel. 1960 starb Pauline Fink; die Geschäftsanteile gingen auf Rolf Helmut Fausel über, der damit Alleininhaber wurde. Rolf Helmut Fausel nahm 1967 den Volontär Arthur Grunder als Teilhaber in die Firma auf und übertrug die Geschäftsführung gemeinschaftlich an seinen Sohn Thomas Fausel und Arthur Grunder.
1970 folgte der Umzug von Stuttgart nach Ostfildern (Kemnat) und vollständige Umstellung von Buchdruck auf Offsetdruck. 1973 wurde die erste Rollenoffsetmaschine in Betrieb genommen. 1986 kam es zu einer Beteiligung an der Dr. Cantz’sche Druckerei. 1993 folgte die vollständige Übernahme der Dr. Cantz´schen Druckerei. Thomas Fausel schied 1994 als Gesellschafter aus und Arthur Grunder wurde Alleininhaber. 2000 wurde Pallino Media Integration übernommen. 2005 kam es zur Erweiterung der Druckkapazitäten im Bogenoffset (Dr. Cantz’sche Druckerei) und Rollenoffset (J. Fink Druckerei). 2006 folgte eine Standortkonzentration der Gruppe in Ostfildern-Kemnat sowie die Integration der Firma Pallino Media Integration in die Druckerei Cantz bei gleichzeitigem Aufbau des Bereichs „Cantz Medienmanagement“. 2007 erfolgte die Übernahme der Druckerei „Drucklinie Detmold“ und Aufbau J. Fink Rollenoffset West. Im April 2010 starb Arthur Grunder. Die Firma J. Fink West Rollenoffset GmbH stellte am 20. Mai 2011 den Druckbetrieb ein und meldete Insolvenz an. Durch die Insolvenz verloren ca. 100 Arbeitskräfte in Detmold ihre Arbeit. Im August 2011 hat die Oberndorfer Druckerei aus Österreich die J. Fink Druck übernommen.

## Tätigkeitsbereich
Die Gruppe war mit folgenden Tätigkeitsbereichen/Firmen aktiv:
- J. Fink Druckereien – Rollenoffsetdruck,  Ostfildern-Kemnat und Detmold (heute Circle Printer Gruppe)
- Dr. Cantz’sche Druckerei – Bogenoffsetdruck und digitales Medienmanagement, Ostfildern-Kemnat (heute Wurzel Mediengruppe)
- Hatje Cantz Verlag – Buchverlag für Kunst, Architektur, Design, Ostfildern (heute Ganske-Verlagsgruppe)

## Firmen

### J. Fink Druckereien
Die J. Fink Druckereien mit ihren Standorten in Ostfildern/Kemnat (Großraum Stuttgart) und Detmold (Westfalen) stellen hochauflagige und zielgruppenselektive Beilagen, Kataloge und Kundenzeitschriften im Rollenoffsetdruck her. Die Unternehmen gehören nach eigener Aussage zu den „Top Ten“ der in Deutschland und Europa tätigen Offsetdruckereien. Seit 1. November 2007 betreiben die J. Fink Druckereien an zwei Standorten insgesamt sieben Rotationsmaschinen in den Formaten 16 bis 80 Seiten, davon vier von fünf Maschinen am Standort Ostfildern im 4-Schicht-System. Am 18. Juli 2011 wurde die J. Fink Druckerei von der österreichischen Oberndorfer Druckerei mit Sitz bei Oberndorf in der Nähe von Salzburg, ein Unternehmen der internationalen Circle Printers Group, übernommen. Im September 2020 ging das Unternehmen in Insolvenz.

### Dr. Cantz’sche Druckerei
1933 erfolgte die Gründung durch Dr. Hugo Cantz. 1958 kam es zum Druck des weltweit ersten farbigen Kunstkataloges für Roman Norbert Ketterer. 1987 kam es zur Beteiligung der J. Fink Druckerei an der Dr. Cantz’schen Druckerei. 1990 folgte die Übernahme des Verlages Gerd Hatje und Zusammenführung mit dem Cantz Verlag zu Hatje Cantz. 1993 erfolgte die vollständige Übernahme der Dr. Cantz’schen Druckerei durch die J. Fink Druckerei. Traditionell konzentriert sich die Dr. Cantz’sche Druckerei auf alle Bogen-Drucksachen im oberen Qualitätssegment.
Die Dr. Cantz’sche Druckerei definierte sich von Anbeginn an als Spezialist für hochqualitativen Bogendruck (zunächst Buchdruck, später dann Offsetdruck). Sie wurde 2011 von der Wurzel Mediengruppe übernommen.

### Hatje Cantz Verlag
1945 erfolgte die Gründung des Humanitas-Verlags durch Gerd Hatje, es erscheinen Novellen, Romane und Stücke der Weltliteratur. 1947 war eine Umbenennung in Verlag Gerd Hatje; ab den 1950er Jahren werden Bücher über die Bildende Kunst, moderne Architektur und internationales Design publiziert. 1990 erfolgte der Verkauf des Verlages Gerd Hatje an die Dr. Cantz´sche Druckerei. Hatje Cantz entstand aus dem Zusammenschluss der Verlage Cantz und Gerd Hatje.
Der Verlag publiziert zu Kunst und Architektur, zu den Neuen Medien und zur Fotografie. Das Verlagsprogramm führt 600 Werke verschiedener Künstler und Museen. Er ist heute Bestandteil der Ganske-Verlagsgruppe in Hamburg.

### J. Fink Holding
Die Holding Gesellschaft J. Fink Beteiligungen GmbH bündelt die Gesamtaktivitäten der Gruppe als „Finanz- und Immobilienholding“ in den Teilaufgaben Unternehmensstrategie und Interessenvertretung der Gesellschafterebene, Finanzierungsfragen, Immobilien sowie Aus- und Weiterbildung. Die Holding wurde 2011 durch Insolvenz aufgelöst.

### J. Fink Verlag
Der Verlag wurde 2004 verkauft und besteht heute (2023) noch.